# Marco Antonio Ávila
Marco Antonio Ávila Lavanal (Santiago de Chile, 30 de agosto de 1977) es un profesor y político chileno, militante del Frente Amplio. Fue el ministro de Educación de su país entre marzo de 2022 y agosto de 2023, bajo el gobierno del presidente Gabriel Boric.

## Biografía
Marco Antonio Ávila nació en Santiago, hijo de Enrique Benito Ávila Hernández y Marta Eugenia Lavanal Araya.
Realizó sus estudios secundarios en el Liceo Andrés Bello de San Miguel y sus estudios superiores en la Universidad Católica Silva Henríquez, donde se tituló en Pedagogía en Castellano. Posteriormente, efectuó un magíster en Educación e Innovación en la misma universidad.

### Trayectoria
Se desempeñó como jefe de la Unidad Técnico Pedagógica (UTP) y director en diferentes establecimientos educacionales.
Se desempeñó como profesor de Lenguaje y Comunicación en la Fundación Belén Educa entre 2001 y 2008, y además fue director de una escuela perteneciente a la Corporación Educacional Emprender entre 2013 y 2015; en el mismo periodo fue coordinador del Diplomado en Herramientas para la Gestión Técnica-Pedagógica en la Universidad Diego Portales (UDP). De la misma manera, fue coordinador nacional de educación media del Ministerio de Educación entre 2015 y 2018 durante el segundo gobierno de Michelle Bachelet. También se ha desempeñado como coordinador de contenidos de EducarChile.
Se desempeñó como jefe de proyectos en la Fundación Chile.

### Vida política
Militante del partido Revolución Democrática (RD), el 21 de enero de 2022 fue nombrado como ministro de Educación por el entonces presidente electo, Gabriel Boric. Asumiendo dicho cargo el 11 de marzo de ese año, se convirtió en el primer titular del ministerio docente desde los últimos catorce años, así como el primer ministro de Estado abiertamente homosexual en la historia de Chile, junto con Alexandra Benado en el Ministerio del Deporte.